# Father Hood
Father Hood (titulada El enemigo público N°1... mi padre en España) es una película estadounidense de 1993 dirigida por Darrell Roodt. Fue protagonizada por Patrick Swayze, Halle Berry, Sabrina Lloyd, Brian Bonsall, Michael Ironside, Diane Ladd, Bob Gunton y Adrienne Barbeau. Distribuida por Buena Vista Pictures, la película se estrenó el 27 de agosto de 1993 en Estados Unidos. 

## Sinopsis
Jack (Patrick Swayze) es un ladrón de poca monta acostumbrado a vivir sin ataduras. Un día recibe la inesperada visita de su hija adolescente de 18 años Kelly (Sabrina Lloyd), que se ha escapado con su hermano menor de 9 años Eddie (Brian Bonsall) del centro donde estaban internados. A Jack le resulta muy difícil el papel de padre y, además, carece de experiencia. Sin embargo su nueva responsabilidad merecerá la pena, sobre todo cuando descubra que sus hijos vivían en el orfanato como presos. Entonces, con la ayuda de una periodista, intentará sacar a la luz las irregularidades que se cometen en esa institución.

## Argumento
Dos años después de que sus hijos quedaran bajo la tutela del estado de California tras la muerte de su esposa, el pequeño delincuente Jack Charles se reúne con su abogado para discutir su inminente sentencia de cárcel por robar a un policía encubierto que se hacía pasar por un traficante de drogas. Luego, se encuentra con su hija adolescente de 18 años Kelly, que escapó del centro juvenil de Bigelow Hall, en su apartamento de Los Ángeles. Él ignora sus súplicas para que la transfieran a ella y a su hermano Eddie, de 9 años, a una instalación diferente en lugar de los confines abusivos y carcelarios de Bigelow, y en su lugar planea robar 250.000 dólares a un traficante de drogas en Nueva Orleans, Luisiana. De regreso a Bigelow, cambia de opinión y acude a los tribunales para solicitar su traslado. 
Mientras el juez duda de sus afirmaciones de que el personal de Bigelow esposa a los niños, Kelly y Jack observan a Lazzaro, el supervisor de Bigelow, encadenar a Eddie y a los huérfanos y subirlos a un autobús. Furioso, Jack intercepta a Lazzaro y lo retiene a punta de pistola hasta que libera a Delores, la amiga embarazada de Eddie y Kelly. Jack evade a la policía y deja a Dolores en su antigua casa de acogida. En Las Vegas, Nevada, encuentra a su madre Rita jugando en un casino y la aleja de la mesa antes de que un guardia de seguridad pueda detenerla por hacer trampa. Sorprendida al conocer a sus nietos, acepta dejarlos pasar la noche. Por la mañana, ella le advierte que varios titulares de periódicos lo tildan de "loco", lo que obliga a su familia a continuar hacia el este. Cuando un oficial de policía los ve, se produce una persecución en automóvil a alta velocidad. Jack se detiene en la Presa Hoover y telefonea a Kathleen Mercer, quien escribió uno de los artículos del periódico, sobre sus informes erróneos. Cuando llega la policía, Jack manipula el coche de otro turista para que conduzca por el acantilado, lo que lleva a los espectadores a creer que murió en la explosión resultante, antes de robar otro coche y dirigirse con los niños a Nueva Orleans. En un bar de carretera, Jack vuelve a llamar a Kathleen para cuestionar ciertos puntos que ella publicó sobre la vida anterior de Kelly en un hogar de acogida, y Kathleen le pide con entusiasmo que interrogue a su hija sobre las problemáticas políticas disciplinarias de Bigelow. Al enterarse de que Delores ha sido arrebatada a su madre adoptiva y devuelta a Bigelow, Kathleen investiga la institución por corrupción. Mientras tanto, Jack, exhausto, obliga a Kelly a conducir. Justo después del amanecer, choca el coche mientras se desvía para evitar la colisión con un camión con semirremolque.
Los fugitivos escapan a pie, abordan una lancha rápida enganchada a la camioneta de otro viajero y, mientras comen la comida del propietario, Kelly le niega defensivamente a Jack que alguna vez haya sido abusada sexualmente en Bigelow. Cuando el conductor se detiene, Jack llama a Kathleen a través de un teléfono público y le informa de su sospecha de que su hija fue maltratada, pero luego el propietario del barco se marcha con los niños todavía a bordo. Jack finalmente los alcanza, pero a Kelly le molesta que su comportamiento imprudente esté dando un mal ejemplo a Eddie. Una vez que el barco está atracado en un lago de Luisiana, Jack enciende el motor y secuestra el barco a través de los humedales. Kelly enciende una pistola de bengalas, lo que les permite saltar por la borda sin ser detectados y escapar a Nueva Orleans para encontrar al contacto de Jack, Jerry. Al llamar a Kathleen, Jack se entera de que su abogado ha negociado una sentencia reducida de dos años si acepta regresar a Los Ángeles y testificar contra el corrupto sistema de acogida de Lazzaro. Al día siguiente, Jack y Jerry se suben a un ferry para encontrarse con los traficantes de drogas a los que pretenden robar, con la esperanza de reunir suficiente dinero para empezar de nuevo en Belice. Sin embargo, durante la operación, Jack se da cuenta de que sus hijos están en el maletero y sale del coche para liberarlos; Los narcotraficantes huyen y le disparan a Jerry en la pelea. Aunque Jack considera matarlos y robar el dinero para sí mismo, finalmente decide no hacerlo. 
De regreso en Los Ángeles, Lazzaro comparece ante el tribunal y afirma que Kelly es un "joven con problemas". Después de una breve reunión, Jack y Kathleen irrumpen en la sala del tribunal, y Jack, ayudado por la implicación de Kelly de que Lazzaro fue testigo y posteriormente ignoró su agresión sexual en Bigelow, ofrece su defensa, suplicando emocionalmente por la custodia total de sus hijos después de que complete su sentencia. El día de su liberación, Kelly y Eddie esperan con Kathleen fuera de la prisión y lo saludan con un abrazo.

## Reparto
- Patrick Swayze - Jack Charles
- Halle Berry - Kathleen Mercer
- Sabrina Lloyd - Kelly Charles
- Brian Bonsall - Eddie Charles
- Michael Ironside - Jerry
- Diane Ladd - Rita
- Bob Gunton - Lazzaro
- Adrienne Barbeau - Celeste

- Datos: Q1194785